# Joseph Daniel Böhm
Joseph Daniel Böhm také Boehm (16. března 1794, Wallendorf, Habsburská monarchie – 15. srpna 1865, Vídeň, Rakousko-Uhersko) byl rakouský sochař, medailér, sběratel a ředitel Rytecké akademie ve Vídni (Graveurakademie am k. k. Hauptmünzamte).

## Život
Studoval kreslení a sochařství (sochaři J.M. Fischer, F. Zauner). Řadu let strávil v Itálii studiem antických soch a jejich kopií (1821, 1825–29). Zde konvertoval ke katolictví a spřátelil se s německými Nazarény, zejména s Johann Friedrich Overbeckem. Během druhého pobytu v Římě se spřátelil se sochařem Bertelem Thorvaldsenem a malířem Eduardem Jakobem von Steinle. Byl také sběratelem a v jeho bytě se scházeli znalci umění, kteří postupně zpracovali měšťanské a feudální sbírky umění, vydávali odborné publikace a byli v písemném styku s Johannem Wolfgangem Goethem. V roce 1846 organizoval první výstavu starého umění ve Vídni.
Do Böhmova okruhu spolupracovníků patřili Alois Primisser, A. V. Camesina, Joseph Casalanz von Arneth, Eduard von Sacken, G. A. von Heider. Kolem roku 1850 s ním hrabě Leo von Thun konzultoval reformu rakouského školství. Je považován za zakladatele Vídeňské školy dějin umění.
Jeho didaktická metoda byla založena na přímém studiu samotných uměleckých děl. Odmítal abstraktní a dogmatické teorie, které převládaly v tehdejší akademické sféře a interpretaci vývoje umění založenou na psychologické analýze umělců. Jeho bohaté umělecké sbírky obsahovaly velmi cenné staré umění, zejména menší německé sochařské práce z 15. a 16. století, sochu Adama od Tilmana Riemenschneidera nebo portrétní bystu Karla Smělého a jeho manželky. Celkem sbírka obsahovala přes dva tisíce položek a některé se později staly základem sbírky Rakouského muzea.
Jeho syn Sir Joseph Edgar Boehm byl rovněž sochař (Císařská cena za sochařství, 1856), který přesídlil do Anglie a později se stal členem Royal Academy a nejvýznamnějším sochařem viktoriánského období. Je autorem mramorové sochy královny Viktorie, portrétních byst a medailí.

### Žáci J.D. Böhma
- Anton Karl Rudolf Scharff
- Carl Radnitzky
- Rudolf (Eler) Eitelberger von Edelberg